# NASA Marshall Space Flight Center
A Marshall Space Flight Center a NASA legrégebbi űrközpontja Huntsville-ben, Alabamában.  Itt készült több hordozórakéta, elsősorban a Saturn V, az Atlas, a Titán és a Delta, valamint a  űrsiklók narancssárga színű hatalmas központi tankja.  Itt épültek meg az Apollo-programhoz a holdautók is.  A Marshall Space Flight Center mellett működik a Nemzetközi Űrtábor.  Az űrközpont nevét George C. Marshall amerikai tábornokról kapta, aki a második világháború után az általa vezetett Marshall segélyprogramról széles körben ismert.

## Története

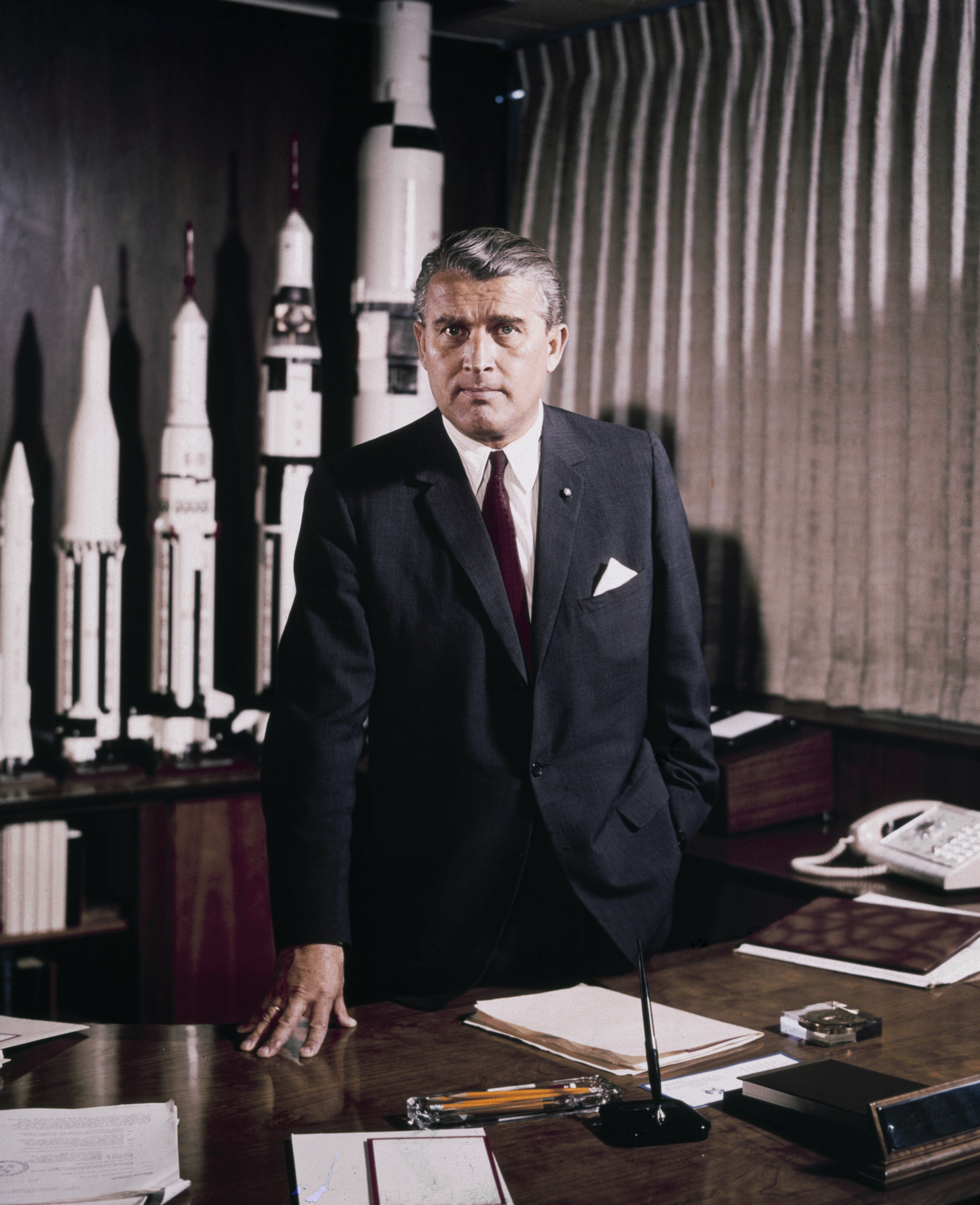
Wernher von Braun, a Marshall Space Flight Center első igazgatója

A Marshall Space Flight Center űrközpont eredetileg az amerikai hadsereg rakétakísérleti bázisa volt és a Redstone Arsenalhoz tartozott. Texasból 1960-ban költözött át ide az a kutatócsoport, amely az űrkísérletekhez készülő rakéták fejlesztésével foglalkozott. Wernher von Braun első igazgató vezetésével 1960. július 1-jével nyílt meg Huntsville-ben, Alabama államban a Marshall Space Flight Center (MSFC). (Ez a dátum egyúttal a NASA születésnapja is, mert ezen a napon és itt jelentette be Dwight D. Eisenhower amerikai elnök a NASA megalakulását is.) Wernher von Braun tíz évig volt az intézmény igazgatója.
A Marshall Űrközpontnak mindmáig a rakétafejlesztés maradt a fő profilja, de később számos más feladatkört is betöltött az űrközpont, melyek közül legismertebb a korábban Alfa, később Nemzetközi Űrállomás néven ismert hatalmas űrprogram számos alrendszerének a kifejlesztése és legyártása is. Ugyancsak részt vesz az MSFC egyes űrprogramok repülésirányításában is.

## Főbb űrtevékenységi fejlesztési programok

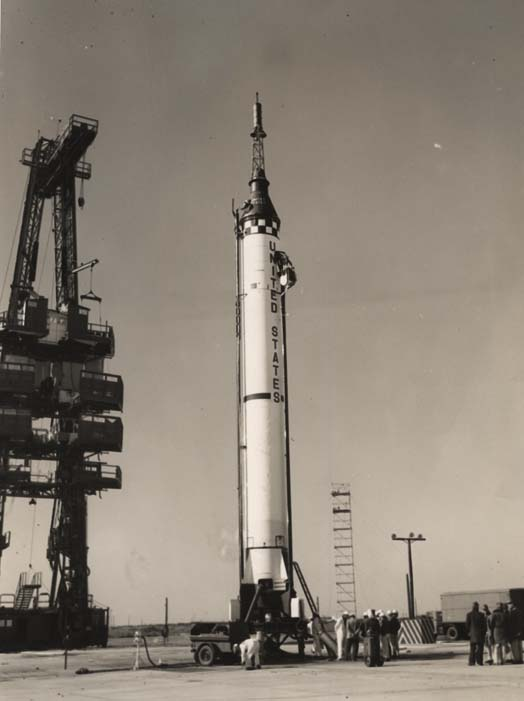
Egy Mercury–Redstone rakéta a Marshall Space Flight Centerben, 1960-ban

Már a működés kezdete után számos űrprogram kifejlesztése kezdődött a NASA Marshall Space Flight Centerben. A legismertebbek a Mercury-program, a Gemini-program, az Apollo-program, valamint a Skylab-program. Ezt követően a Space Shuttle és a Nemzetközi Űrállomás építése volt a fő programterület.
A fejlesztések közül kiemelkedett a második amerikai holdra szállási programnak, az Constellation programnak a rakétafejlesztése (az Ares I, az Ares V és az Orion űrhajó kifejlesztése). Azonban a Constellation programot az amerikai kongresszus 2010-ben törölte.
Fejlesztenek alrendszereket egy megépítendő holdi bázishoz kapcsolódó robotikákhoz is.

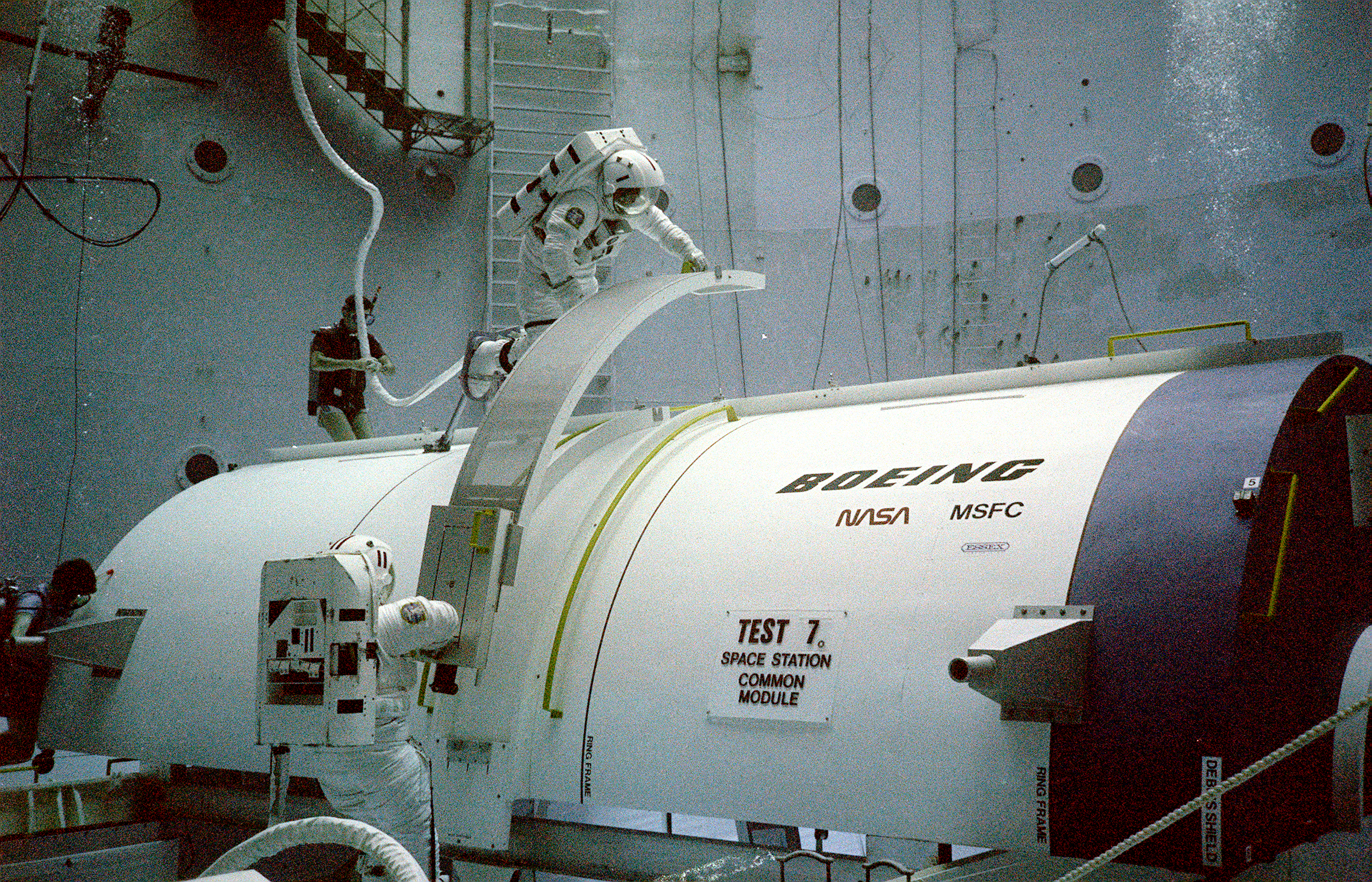
Víz alatti tesztekhez készült medence